# Cantonul Saint-Germain-du-Teil
Cantonul Saint-Germain-du-Teil este un canton din arondismentul Mende, departamentul Lozère, regiunea Languedoc-Roussillon, Franța.

## Comune
- Chirac
- Les Hermaux
- Le Monastier-Pin-Moriès
- Saint-Germain-du-Teil (reședință)
- Saint-Pierre-de-Nogaret
- Les Salces
- Trélans